# Erbatico
Dal latino herba, il termine erbatico indicava nel periodo del Feudalesimo il diritto di raccogliere erba nei fondi altrui. Ai tempi feudali, infatti, andava sotto questo nome una determinata prestazione che i vassalli pagavano al barone per gli animali pascolanti.

Il diritto di pascolo o di falciare l'erba e il relativo censo per erbatico indicavano la porzione di pascolo necessaria a garantire il nutrimento di un bovino adulto o due bovini giovani o quattro vitelli per l'intera stagione.
Per erbatico si intende anche il relativo uso civico, concesso a una comunità, senza pagamento di tributo.

## La consuetudine socio-economica medioevale
Ai vassalli, in determinati periodi dell'anno, era consentito esercitare alcune servitù passive che si tramandavano di padre in figlio sia verbalmente che con documenti scritti redatti da notai. In particolare, era consentito il cd. legnatico, l'erbatico e la raccolta di frutta nelle altrui proprietà.

Ma, mentre il legnatico e l'erbatico, quando venivano esercitati su terra appartenente al feudatario od al Comune, rientravano negli usi civici, per quello che riguarda la raccolta di frutta (o di frumento) nelle proprietà private altrui si richiamavano per lo più regole (non scritte) di "equità", secondo cui anche i poveri avevano il diritto di mangiare e di trovare un po' d'erba per la capretta o la pecora che garantiva il latte fresco ai più piccoli ed ai più anziani della famiglia.

Difatti, in molte zone della Calabria era tollerato che i passanti potessero entrare nelle altrui proprietà e cogliere uva (non più di tre grappoli), noci (non più di tre noci), fichi o altra frutta (sempre però in numero non maggiore di tre, ossia una quantità all'epoca considerata idonea ad attenuare lo stimolo della fame (causa comedendi) e togliere la sete.

In alcuni feudi, era consentito dal feudatario per consuetudine raccogliere anche una "pettata" di frutta, cioè quanto ne conteneva il davanti di una camicia. Un solo frutto in più, magari nascosto nelle tasche, era ritenuto oggetto di furto e il passante veniva punito come ladro.

## Lo "sbarru"
Lo "sbarru" era il diritto (sempre consuetudinario) di entrare nell'oliveto per raccogliere le olive cadute dagli alberi, dopo che il proprietario aveva concluso la sua raccolta. In genere si trattava di pochi frutti, chiamate «olive dei poveri», spesso insufficienti perfino ad accendere una lampada, che però rappresentavano quasi un tesoro per chi viveva in condizioni economiche precarie.

## Gli usi civici
Il primo documento scritto di concessione di terre ad uso civico è del 1205, confermato successivamente da Federico II nel 1220, relativo ai diritti di pascolo, di erbatico e di glandatico a favore del monastero florense, senza pagamento di alcun tributo, nell'area compresa tra il fiume Neto ed il Savuto, in Sila.

Un documento datato 31 dicembre 1235 testimonia che il Vescovo Ottobello Soffientino aveva concesso in affitto l'erbatico della corte di Cavenago d'Adda a due persone, un certo Maiso (figlio di Alberto Rivoldo) ed un tale Albertino (figlio di Mozone), verso il corrispettivo di 7 lire imperiali per l'erbatico e 18 denari per il latte, altrettanti per gli agnelli e 12 denari per caseatico. I due malghesi dovevano inoltre fornire al vescovo "mascherpa" e "pungata" (latte rappreso).

Il Placito del Risano è un documento storico che testimonia come un tale «don Izzo, ed i conti Cadolao e Ajone, per volontà della santa Chiesa di Dio», si fossero riuniti assieme ai rappresentanti di tutta l'Istria in località Capris (l'attuale Capodistria), nella piana del Risano (fiume istriano, attualmente in territorio sloveno), «per giudicare alcune questioni che riguardano la Chiesa, per valutare le lamentele sul pagamento delle tasse governative, e quindi per giudicare i soprusi fatti alle consuetudini del popolo, ai poveri, agli orfani, ed alle vedove». In particolare, il documento riporta le lamentele contro alcuni Vescovi che avevano "violato" il diritto di erbatico stabilito consuetudinariamente in favore dei poveri.